# Presidente Sarmiento (Schiff)

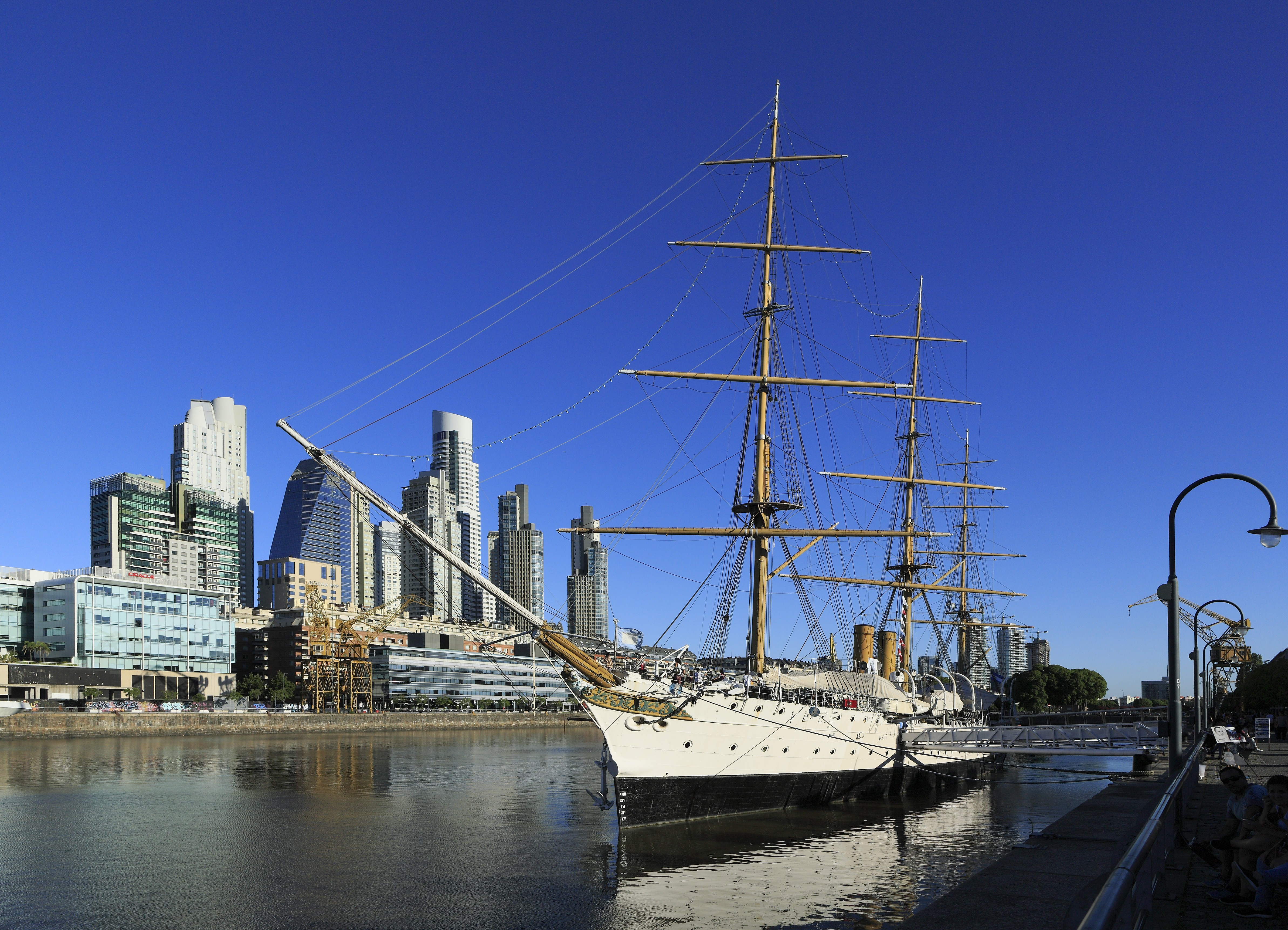
Die Presidente Sarmiento auf ihrem Liegeplatz im Hafenbecken 3 von Puerto Madero

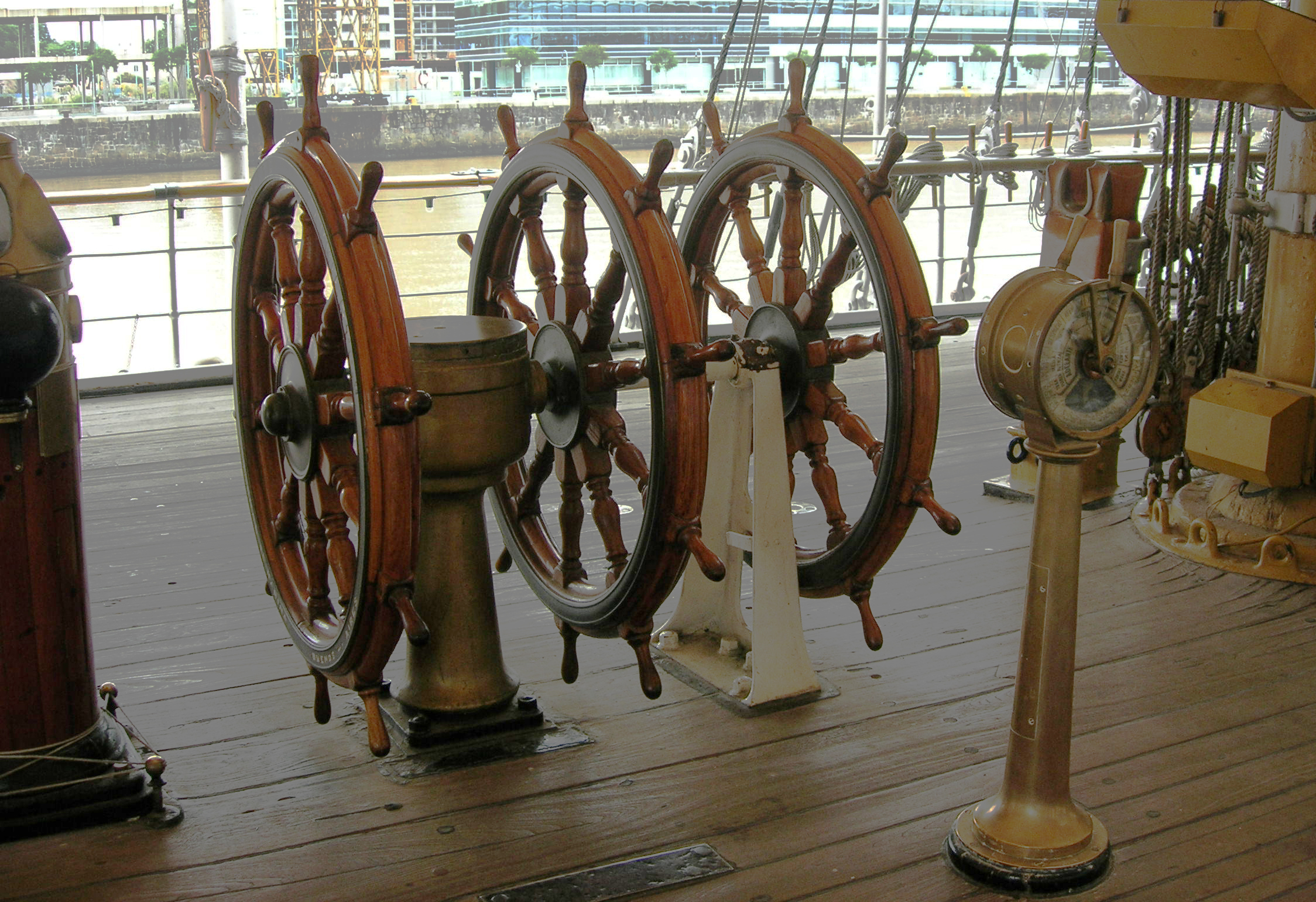
Rudersäule und Maschinentelegraf auf dem Poopdeck

A.R.A. Presidente Sarmiento (A.R.A. steht für spanisch Armada de la República Argentina ‚Flotte der Argentinischen Republik‘) oder Fragata A.R.A. Presidente Sarmiento („Fregatte A.R.A. Presidente Sarmiento“) ist ein Vollschiff (rahgetakelter Dreimaster), das als Segelschulschiff der argentinischen Marine diente und heute als Museumsschiff im Hafen und Stadtviertel Puerto Madero von Buenos Aires liegt. Das Schiff wurde nach dem argentinischen Präsidenten Domingo Faustino Sarmiento benannt, der 1872 die erste Marineschule (Escuela de Náutica, ab 1873 Escuela Naval Militar) des Landes gegründet hatte.

## Geschichte
Die Presidente Sarmiento wurde im Auftrag der argentinischen Marine auf der englischen Werft Laird Brothers in Birkenhead nach Plänen von Kommodore Martín Rivadavia nach dem Typ amerikanischer Klipper (angeblich nach dem dreimaligen Gewinner der Teeregatta, HMS Clive) als Segelschulschiff gebaut. Bereits seit 1893 hatte die argentinische Marine Schiffe zu Ausbildungszwecken eingesetzt. Die Presidente Sarmiento wurde jedoch das erste argentinische Schiff, das – trotz seiner Bewaffnung mit modernen Schnellfeuergeschützen – eigens zu diesem Zweck entworfen wurde. Sie war als Segelschiff konzipiert und zusätzlich mit vier Dampfkesseln und einer Dreifachexpansionsdampfmaschine ausgerüstet; für deren Verbrauch konnte die Presidente Sarmiento 300 Tonnen Kohle bunkern. Die Baukosten des Schiffes lagen bei 120.000 Pfund Sterling.
Am 31. August 1897 lief die Presidente Sarmiento vom Stapel. Zu ihrer Jungfernfahrt brach sie am 12. Januar 1899 unter Kapitän Onofre Betbeder auf und kehrte erst am 30. Oktober des folgenden Jahres nach Argentinien zurück.
Die Kadetten auf der Presidente Sarmiento, meist junge Männer von 21 Jahren, mussten zunächst eine fünfjährige Ausbildung an der argentinischen Escuela Naval hinter sich bringen, bevor sie zu einer der zwölfmonatigen Fahrten auf das Schiff kamen. In der Zeit an Bord hatten sie neben der seemännischen Arbeit und Artillerieübungen auch noch Unterricht in 26 Fächern von Mathematik bis zu Fremdsprachen zu meistern. Am Ende der Ausbildungsreise mussten sie ihre erworbenen Kenntnisse in einer Prüfung nachweisen.
Neben seiner Ausbildungsmission war die Presidente Sarmiento auch als Botschafter Argentiniens unterwegs: Unter anderem kamen Zar Nikolaus II., Kaiser Wilhelm II., Reichspräsident Friedrich Ebert sowie die Präsidenten Theodore Roosevelt und William Taft (USA) an Bord des Schiffes. Die Presidente Sarmiento reiste zu den Krönungen der englischen Könige Edward VII. und Georg V. sowie des spanischen Königs Alfons XIII. Auch an den Feierlichkeiten der Öffnung des Panamakanals (1914) und Mexikos Feierlichkeiten zum 100-jährigen Jubiläum der Unabhängigkeit (1910) nahm das Schiff teil. 1905 in Japan brachte die Bord-Musikgruppe der Presidente Sarmiento mit einer Darbietung von Angel Villoldos La morocha wahrscheinlich erstmals den Tango in die Bucht von Tokio. 1923 drehte die Filmproduktionsgesellschaft Vera-Filmwerke den Dokumentarfilm Das argentinische Schulschiff Presidente Sarmiento besucht Deutschland.
Am 18. April 1938 kehrte die Presidente Sarmiento unter Luis Malerba von ihrer letzten großen Fahrt zurück. Auf 39 Reisen in stets friedlicher Mission hatte sie 1.100.000 Seemeilen (2.035.000 Kilometer) zurückgelegt, eine Strecke, die etwa 50 Erdumrundungen entspricht. 23.000 Kadetten und Offizieren waren in dieser Zeit auf dem Schiff ausgebildet worden.
Ab 1939 lief die Presidente Sarmiento nur noch zu kürzeren, 14-tägigen Ausbildungsfahrten aus. In den 1950er Jahren befuhr sie noch die Gewässer des Río de la Plata und der Flüsse Río Paraná und Uruguay. Zuletzt wurde sie 1961 als Ausbildungsschiff für Kadetten niedrigeren Ranges der Marineschule Escuela de Marinería und zur Maatsausbildung eingesetzt. Sie ist auch auf der ab 1961 geprägten, argentinischen Fünf-Peso-Münze abgebildet.

## Museumsschiff
Am 18. Juni 1962 wurde die Presidente Sarmiento zum Nationalen Historischen Denkmal (Monumento Histórico Nacional) erklärt und am 22. Mai 1964 in ein Museumsschiff umgewandelt. Den Dienst als argentinisches Segelschulschiff übernahm die Libertad.
Seit November 1994 ist das Schiff dauerhaft im Hafenbecken III des Hafens und Stadtviertels Puerto Madero von Buenos Aires festgemacht. An Bord befinden sich neben einiger Schiffsausrüstung, Informationen über die Schiffsreisen und einer Ausstellung über die argentinische Marine auch einige Kuriositäten wie ein Stück der Chinesischen Mauer und die Mumie des einstigen Schiffshundes Lampazo.
Zum 100. Geburtstag der Presidente Sarmiento im Jahr 1997 gab die argentinische Post am 4. Oktober 1997 drei Briefmarken (zwei davon als Briefmarkenblock) heraus; zwei der Briefmarken zeigen das Schiff unter Segeln, eine dritte bildet die Galionsfigur ab.

## Schiffsdaten
| Rumpf                          | Stahl, bis zur Wasserlinie mit Teakholz verkleidet |
| Anker                          | vier am Bug (à 2350 kg) und zwei am Heck (650 bzw. 250 kg) |
| Schornsteine                   | zwei Periskopschornsteine |
| Galionsfigur                   | Personifizierung der Republik Argentinien |
| Verdrängung                    | 2733 Tonnen |
| Länge                          | 85,5 m |
| Breite                         | 13,32 m |
| Tiefgang                       | 5,94 m |
| Höhe Großmast über dem Kiel    | 54,3 m |
| Segel                          | früher 21 reguläre (ca. 2230 m² Segelfläche) und 12 Zusatzsegel, heute noch ein (zusammengefaltetes) Vorsegel |
| Kesselanlage                   | vier Kessel |
| Hilfsantrieb                   | Dreifachexpansionsdampfmaschine mit 1800 PS |
| Propeller                      | einer, (Bronze) |
| Geschwindigkeit unter Maschine | 13 Knoten, Marschgeschwindigkeit 6 Knoten |
| Besatzung                      | früher 32 Offiziere, 40 Kadetten und 275 Mann |
| ursprüngliche Bewaffnung       | vier Armstrong-Schnellfeuergeschütze (Kaliber 120 mm / 8,8 km Reichweite) sechs Schnellfeuergeschütze (Kaliber 57 mm) zwei Maxim-Nordenfeldt-Geschütze drei Torpedorohre (über der Wasseroberfläche): eins im Vorsteven und zwei in geschlossenem Whitehead-System (21 Zoll bzw. 53,3 cm) |